# Ирвин-Уильямс, Синтия
Синтия Ирвин-Уильямс (англ. Cynthia Irwin-Williams; 14 апреля 1936, Денвер, Колорадо — 15 июня 1990, Рино, Невада) — американский археолог, руководитель археологических раскопок в Уэйатлако (Мексика) в 1962 и 1973 гг., где была обнаружена стоянка древнего человека, датируемая по данным радиоуглеродного анализа ок. 250 тыс. лет (сама Ирвин-Уильямс датировала её 20 тыс. лет), что противоречит официально принятой теории о появлении первых людей в Америке 12 — 15 тыс. лет назад.